# Eloísa Jiménez
María Eloísa Jiménez Gutiérrez (León, Guanajuato, México, 30 de agosto de 1908 - 1990) fue una artista y pintora retratista mexicana.  

## Vida y obra
Estudió con Antonio Segoviano desde los trece años y de él aprendió técnicas de mezcla de colores, sombreado y composición artística.  
Pintó principalmente retratos hasta 1940, año en el que comenzó a crear retratos en miniatura. Después de 1950 volvió al trabajo de formato más grande. Sus pinturas han sido comparadas con las de Eugène Isabey y la han llamado "La Miniaturista de América". Aunque expuso ampliamente, problemas de salud le impidieron viajar y permaneció en su ciudad natal hasta su muerte. 
En su ciudad natal y derivado de su obra se le dio en reconocimiento a su nombre "La Galería de Eloísa Jiménez", la cual está dentro de la "Casa de la Cultura Diego Rivera" ubicada en Plaza Fundadores de la Zona Centro de León. En la galería se puede encontrar gran parte de su obra artística.
Su obra se caracterizó principalmente por técnicas como óleo sobre masonite y óleo sobre tela. Gran parte de su colección pertenece en mayoría a coleccionistas privados o familiares. Parte de su obra ha llegado a ser expuesta en Estados Unidos, España, Bélgica, Italia y Francia.